# Marianela González
Marianela González (née  Marianela Aime González Álvarez, le 23 juillet 1978 à Caracas, au Venezuela) est une actrice de nationalité vénézuélienne, connue pour sa participation dans diverses séries de télévision et des telenovelas vénézuéliennes de la chaîne RCTV et pour son rôle dans La Traicionera de RCN.

## Biographie
Marianela González est la fille cadette de María del Carmen Álvarez et de José Rafael González. Sa mère est des Asturies en Espagne où elle passe une partie de son enfance après sa naissance au Venezuela. Son père est ingénieur aéronautique.
Marianela étudie la publicité durant trois semestres à l'Université des nouvelles Professions (Instituto Universitario de Nuevas Profesiones IUNP) à Caracas. Puis elle renonce à ses études pour s'orienter vers les arts scéniques.

## Carrière
Dès son enfance, elle pratique le mannequinat. Elle fait partie de l'agence de mannequins Modelosv en compagnie d'actrices connues comme Norkys Batista, Aileen Celeste et Ana Beatriz Osorio. Elle a enregistré aussi plusieurs publicités pour : Pert Plus, Rolda, Grafitti, Digitel, Chinotto, entre autres.
En 2004 elle incarne María Gracia Borosfky Castellanos dans la telenovela de RCTV Estrambótica Anastasia aux côtés de Norkys Batista et de Juan Pablo Raba (en). En 2005, elle participe à Ser bonita no basta dans le personnage d'Esmeralda.
En 2006, on retrouve Marianela dans les œuvres de RCTV comme protagoniste dans la telenovela Por todo lo alto aux côtés de Winston Vallenilla où elle interprète une jeune femme qui rêve de devenir pilote d'avion.
En 2007, elle est l'antagoniste Mercedes Luzardo Ferrari dans la telenovela Camaleona.

## Filmographie

### Telenovelas
- 2000 : La Calle de los Sueños (Venevisión) : Mariana (Protagoniste)
- 2001 : Carissima (RCTV) : Marni Zurli
- 2001 : La niña de mis ojos (RCTV) : Mariana Aguirre
- 2002 : Mi gorda bella (RCTV) : Pandora Villanueva/Hugo Fuguett
- 2004 : Estrambótica Anastasia (RCTV) : María Gracia Borosfky
- 2005 : Ser bonita no basta (RCTV) : Esmeralda Falcon (Co-protagoniste)
- 2006 : Por todo lo alto (RCTV) : Anabela Marcano (Protagoniste)
- 2007 : Camaleona (RCTV) : Mercedes Luzardo Ferrari (Antagoniste)
- 2008-2009 : Nadie me dirá como quererte (RCTV Internacional) : María Eugenia Alonso (Protagoniste)
- 2010 : Que el cielo me explique (RCTV Internacional) : Tania Sánchez (Protagoniste)
- 2011 : Los caballeros las prefieren brutas (Sony Pictures Television) : Nina Guerrero (Participation spéciale)
- 2011-2012 : La Traicionera (RCN) : Renata Medina Herrera (Protagoniste antagoniste)
- 2015-2016 : Dulce Amor (Caracol Televisión) : Natalia Toledo Vargas/Natalia Fernandez Vargas de Guerrero la fiera (Protagoniste)

### Émissions télévisées
- 2012 : Protagonistas de Nuestra Tele 2012 (2e saison) (RCN) : elle-même (Invitée spéciale)